# Abdelkader Ben Bouali
Abdelkader Ben Bouali (Sendjas, 1912. október 15. – Algír, 1997. február 23.) algériai születésű, francia válogatott labdarúgó.

## Sikerei, díjai

### Játékosként
- Olympique Marseille
  - Francia első osztály bajnoka: 1936-37